# E-Prix de Mónaco de 2017
El Mónaco ePrix de 2017, oficialmente 2016-17 FIA Fórmula E FIA Mónaco ePrix, fue una carrera de monoplazas eléctricos del campeonato de la FIA de Fórmula E que transcurrió el 13 de mayo de 2017 en el circuito callejero de Mónaco en la ciudad de Monte Carlo, Mónaco.
La victoria fue para el suizo Buemi, en segundo lugar a solo 320 milésimas quedó el brasileño di Grassi y en tercera colocación, el alemán Heidfeld.

## Entrenamientos libres
Todos los horarios corresponden al huso horario local (UTC+1).

### Primeros libres
| Hora de inicio 8:00 - Hora de finalización 8:45 |     |                        |                                |        |            |         |
| Pos.                                            | N.º | Piloto                 | Equipo                         | Tiempo | Diferencia | Vueltas |
| 1                                               | 9   | Sébastien Buemi        | Renault e.Dams                 | 52.795 | —          | 28      |
| 2                                               | 8   | Nicolas Prost          | Renault e.Dams                 | 53.237 | +0.442     | 28      |
| 3                                               | 4   | Stéphane Sarrazin      | Venturi Formula E Team         | 53.896 | +1.101     | 30      |
| 4                                               | 19  | Felix Rosenqvist       | Mahindra Racing Formula E Team | 53.985 | +1.190     | 36      |
| 5                                               | 37  | José María López       | DS Virgin Racing               | 54.113 | +1.318     | 27      |
| 6                                               | 25  | Jean-Éric Vergne       | Techeetah                      | 54.127 | +1.332     | 30      |
| 7                                               | 2   | Sam Bird               | DS Virgin Racing               | 54.152 | +1.357     | 25      |
| 8                                               | 33  | Esteban Gutiérrez      | Techeetah                      | 54.171 | +1.376     | 28      |
| 9                                               | 3   | Nelson Piquet, Jr.     | NextEV NIO                     | 54.229 | +1.434     | 33      |
| 10                                              | 11  | Lucas di Grassi        | ABT Schaeffler Audi Sport      | 54.301 | +1.506     | 35      |
| 11                                              | 20  | Mitch Evans            | Panasonic Jaguar Racing        | 54.534 | +1.739     | 29      |
| 12                                              | 88  | Oliver Turvey          | NextEV NIO                     | 54.547 | +1.752     | 34      |
| 13                                              | 6   | Loïc Duval             | Faraday Future Dragon Racing   | 54.589 | +1.794     | 26      |
| 14                                              | 7   | Jérôme d'Ambrosio      | Faraday Future Dragon Racing   | 54.606 | +1.811     | 28      |
| 15                                              | 23  | Nick Heidfeld          | Mahindra Racing Formula E Team | 54.630 | +1.835     | 30      |
| 16                                              | 5   | Maro Engel             | Venturi Formula E Team         | 54.870 | +2.075     | 32      |
| 17                                              | 66  | Daniel Abt             | ABT Schaeffler Audi Sport      | 54.882 | +2.087     | 36      |
| 18                                              | 28  | António Félix da Costa | Andretti Formula E Team        | 54.899 | +2.104     | 34      |
| 19                                              | 27  | Robin Frijns           | Andretti Formula E Team        | 54.910 | +2.115     | 30      |
| 20                                              | 47  | Adam Carroll           | Panasonic Jaguar Racing        | 55.238 | +2.443     | 35      |

### Segundos libres
| Hora de inicio 10:30 - Hora de finalización 11:00 |     |                        |                                |        |            |         |
| Pos.                                              | N.º | Piloto                 | Equipo                         | Tiempo | Diferencia | Vueltas |
| 1                                                 | 9   | Sébastien Buemi        | Renault e.Dams                 | 52.729 | —          | 21      |
| 2                                                 | 2   | Sam Bird               | DS Virgin Racing               | 52.797 | +0.068     | 20      |
| 3                                                 | 11  | Lucas di Grassi        | ABT Schaeffler Audi Sport      | 52.978 | +0.249     | 22      |
| 4                                                 | 25  | Jean-Éric Vergne       | Techeetah                      | 53.001 | +0.272     | 16      |
| 5                                                 | 37  | José María López       | DS Virgin Racing               | 53.188 | +0.459     | 25      |
| 6                                                 | 6   | Loïc Duval             | Faraday Future Dragon Racing   | 53.196 | +0.467     | 10      |
| 7                                                 | 66  | Daniel Abt             | ABT Schaeffler Audi Sport      | 53.216 | +0.487     | 27      |
| 8                                                 | 3   | Nelson Piquet, Jr.     | NextEV NIO                     | 53.217 | +0.488     | 17      |
| 9                                                 | 8   | Nicolas Prost          | Renault e.Dams                 | 53.270 | +0.541     | 21      |
| 10                                                | 4   | Stéphane Sarrazin      | Venturi Formula E Team         | 53.342 | +0.613     | 21      |
| 11                                                | 33  | Esteban Gutiérrez      | Techeetah                      | 53.344 | +0.615     | 15      |
| 12                                                | 28  | António Félix da Costa | Andretti Formula E Team        | 53.397 | +0.668     | 24      |
| 13                                                | 7   | Jérôme d'Ambrosio      | Faraday Future Dragon Racing   | 53.461 | +0.732     | 22      |
| 14                                                | 27  | Robin Frijns           | Andretti Formula E Team        | 53.581 | +0.852     | 22      |
| 15                                                | 20  | Mitch Evans            | Panasonic Jaguar Racing        | 53.591 | +0.862     | 21      |
| 16                                                | 19  | Felix Rosenqvist       | Mahindra Racing Formula E Team | 53.660 | +0.931     | 10      |
| 17                                                | 88  | Oliver Turvey          | NextEV NIO                     | 53.675 | +0.946     | 18      |
| 18                                                | 23  | Nick Heidfeld          | Mahindra Racing Formula E Team | 53.760 | +1.031     | 15      |
| 19                                                | 5   | Maro Engel             | Venturi Formula E Team         | 53.834 | +1.105     | 29      |
| 20                                                | 47  | Adam Carroll           | Panasonic Jaguar Racing        | 53.971 | +1.242     | 20      |

## Clasificación
Todos los horarios corresponden al huso horario local (UTC+1).

### Resultados
| Hora de inicio 12:00 - Hora de finalización 12:36 |     |                        |                                |          |            |    |
| Pos.                                              | N.º | Piloto                 | Equipo                         | Tiempo   | Diferencia | P. |
| 1                                                 | 25  | Jean-Éric Vergne       | Techeetah                      | 53.286   | —          | SP |
| 2                                                 | 5   | Maro Engel             | Venturi Formula E Team         | 53.397   | +0.111     | SP |
| 3                                                 | 9   | Sébastien Buemi        | Renault e.Dams                 | 53.413   | +0.127     | SP |
| 4                                                 | 3   | Nelson Piquet, Jr.     | NextEV NIO                     | 53.421   | +0.135     | SP |
| 5                                                 | 11  | Lucas di Grassi        | ABT Schaeffler Audi Sport      | 53.556   | +0.270     | SP |
| 6                                                 | 19  | Felix Rosenqvist       | Mahindra Racing Formula E Team | 53.609   | +0.323     | 6  |
| 7                                                 | 37  | José María López       | DS Virgin Racing               | 53.666   | +0.380     | 7  |
| 8                                                 | 23  | Nick Heidfeld          | Mahindra Racing Formula E Team | 53.687   | +0.401     | 8  |
| 9                                                 | 66  | Daniel Abt             | ABT Schaeffler Audi Sport      | 53.725   | +0.439     | 9  |
| 10                                                | 2   | Sam Bird               | DS Virgin Racing               | 53.729   | +0.443     | 10 |
| 11                                                | 4   | Stéphane Sarrazin      | Venturi Formula E Team         | 53.846   | +0.560     | 11 |
| 12                                                | 6   | Loïc Duval             | Faraday Future Dragon Racing   | 53.929   | +0.643     | 19 |
| 13                                                | 27  | Robin Frijns           | Andretti Formula E Team        | 54.034   | +0.748     | 12 |
| 14                                                | 33  | Esteban Gutiérrez      | Techeetah                      | 54.097   | +0.811     | 13 |
| 15                                                | 20  | Mitch Evans            | Panasonic Jaguar Racing        | 54.115   | +0.829     | 14 |
| 16                                                | 88  | Oliver Turvey          | NextEV NIO                     | 54.522   | +1.236     | 15 |
| 17                                                | 28  | António Félix da Costa | Andretti Formula E Team        | 54.631   | +1.345     | 16 |
| 18                                                | 47  | Adam Carroll           | Panasonic Jaguar Racing        | 55.031   | +1.745     | 17 |
| 19                                                | 8   | Nicolas Prost          | Renault e.Dams                 | 55.081   | +1.795     | 18 |
| 20                                                | 7   | Jérôme d'Ambrosio      | Faraday Future Dragon Racing   | 1:00.636 | Sin tiempo | 20 |

Notas:
1. ↑  «Programme officiel Monaco ePrix». Consultado el 8 de mayo de 2017.
2. ↑  «Di Grassi fights Buemi to the finish in Monaco – Formula E». www.fiaformulae.com (en inglés). Consultado el 15 de mayo de 2017.
3. 1 2 3  «Race Results – Formula E». www.fiaformulae.com (en inglés). Archivado desde el original el 12 de septiembre de 2017. Consultado el 13 de mayo de 2017.
4. 1 2 3 4 5  Las primeras 5 posiciones de la parrilla van a ser determinadas por una Super Pole.
5. ↑  Fue descalificado por exceder el límite de vueltas permitidas para clasificar.

### Super Pole
| Hora de inicio 12:45 - Hora de finalización 13:00 |     |                    |                           |        |            |    |
| Pos.                                              | N.º | Piloto             | Equipo                    | Tiempo | Diferencia | P. |
| 1                                                 | 9   | Sébastien Buemi    | Renault e.Dams            | 53.313 | —          | 1  |
| 2                                                 | 11  | Lucas di Grassi    | ABT Schaeffler Audi Sport | 53.550 | +0.237     | 2  |
| 3                                                 | 3   | Nelson Piquet, Jr. | NextEV NIO                | 53.606 | +0.293     | 3  |
| 4                                                 | 25  | Jean-Éric Vergne   | Techeetah                 | 53.756 | +0.443     | 4  |
| 5                                                 | 5   | Maro Engel         | Venturi Formula E Team    | 55.013 | +1.700     | 5  |

## Carrera
Todos los horarios corresponden al huso horario local (UTC+1).

### Resultados
| Hora de inicio 16:00 |     |                        |                                |       |                 |    |        |
| Pos.                 | N.º | Piloto                 | Equipo                         | Vtas. | Tiempo/Retirado | P. | Puntos |
| 1                    | 9   | Sébastien Buemi        | Renault e.Dams                 | 51    | 51:05.488       | 1  | 28     |
| 2                    | 11  | Lucas di Grassi        | ABT Schaeffler Audi Sport      | 51    | +0.320          | 2  | 18     |
| 3                    | 23  | Nick Heidfeld          | Mahindra Racing Formula E Team | 51    | +13.678         | 8  | 15     |
| 4                    | 3   | Nelson Piquet, Jr.     | NextEV NIO                     | 51    | +19.074         | 3  | 12     |
| 5                    | 5   | Maro Engel             | Venturi Formula E Team         | 51    | +19.518         | 5  | 10     |
| 6                    | 19  | Felix Rosenqvist       | Mahindra Racing Formula E Team | 51    | +19.599         | 6  | 8      |
| 7                    | 66  | Daniel Abt             | ABT Schaeffler Audi Sport      | 51    | +20.430         | 9  | 6      |
| 8                    | 33  | Esteban Gutiérrez      | Techeetah                      | 51    | +32.295         | 13 | 4      |
| 9                    | 8   | Nicolas Prost          | Renault e.Dams                 | 51    | +35.667         | 18 | 2      |
| 10                   | 20  | Mitch Evans            | Panasonic Jaguar Racing        | 51    | +38.410         | 14 | 1      |
| 11                   | 28  | António Félix da Costa | Andretti Formula E Team        | 51    | +1:08.330       | 16 |        |
| 12                   | 27  | Robin Frijns           | Andretti Formula E Team        | 51    | +1:14.053       | 12 |        |
| 13                   | 88  | Oliver Turvey          | NextEV NIO                     | 50    | +1 vuelta       | 15 |        |
| 14                   | 47  | Adam Carroll           | Panasonic Jaguar Racing        | 50    | +1 vuelta       | 17 |        |
| 15                   | 4   | Stéphane Sarrazin      | Venturi Formula E Team         | 49    | +2 vueltas      | 11 |        |
| Ret                  | 37  | José María López       | DS Virgin Racing               | 43    | No terminó      | 7  |        |
| Ret                  | 7   | Jérôme d'Ambrosio      | Faraday Future Dragon Racing   | 43    | No terminó      | 20 |        |
| Ret                  | 6   | Loïc Duval             | Faraday Future Dragon Racing   | 40    | No terminó      | 19 |        |
| Ret                  | 2   | Sam Bird               | DS Virgin Racing               | 36    | No terminó      | 10 | 1      |
| Ret                  | 25  | Jean-Éric Vergne       | Techeetah                      | 20    | No terminó      | 4  |        |

Notas:
1. 1 2
2. ↑  Tres puntos adicionales para el que marco la pole position. (Sébastien Buemi)
3. ↑  Fue recargado con 33s por conducir de manera insegura durante su parada en boxes.
4. ↑  Un punto adicional para el que marco la vuelta rápida en carrera. (Sam Bird)